# Shizuya Satō
Shizuya Satō (jap. 佐藤 静彌, Satō Shizuya; * 1929 in der Präfektur Tokio; † 25. Februar 2011) war Großmeister der Budō-Disziplinen Nihon Jujutsu (10. Dan Meijin) und  Judo (9. Dan Hanshi), sowie Gründungsmitglied und Chief Director IMAF-Kokusai Budoin, dem ältesten japanischen Budo-Weltverband.

## Leben
Satō erlernte bereits in seiner frühen Kindheit Kendō, den japanischen Kampf mit dem Bambusschwert, und bei seinem Vater, der seinerseits Judo-Lehrer war, die Kunst dieses weichen Weges. 1942 begann er zusätzlich Karate und 1948 Jiu Jitsu zu üben.
Judo wurde aber die von ihm favorisierte Kampfkunst, welche er im Kōdōkan unter den Meistern Kyūzō Mifune (10. Dan Meijin Judo) und Kazuo Itō (10. Dan Meijin Judo) perfektionieren konnte.
Er graduierte an der Meiji-Gakuin-Universität in Tokio und wurde selbst Ausbilder des Kōdōkan. Außerdem unterrichtete er an diversen Tokioter Schulen und Universitäten wie beispielsweise der Meiji-Universität, der Tokio Gakuen Highschool und der American School.
In den 1940er-Jahren entwickelte er das Nihon Jujutsu, eine Zusammenstellung von Techniken alter und neuer japanischer Kampfkünste.
1951 war er Mitglied des Organisationsteams und Aktiver der ersten öffentlichen Budo-Vorführung in Japan nach dem Zweiten Weltkrieg. Dabei übernahm er die Aufgabe, persönlich den amerikanischen Botschafter zu betreuen.
1952 gehörte er mit seinen Lehrern Mifune und Itō, und gemeinsam mit weiteren Budo-Größen wie z. B. Hironori Ōtsuka (10. Dan Meijin Karate) und Gōgen Yamaguchi (10. Dan Hanshi Karate), zu den Gründungsmitgliedern der International Martial Arts Federation (IMAF-Kokusai Budoin).
Bis zu seinem Tod war Meister Satō, der auch einige Bücher über Judo und Nihon Jujutsu verfasste, der Chief Director der IMAF und besuchte in dieser Funktion regelmäßig Amerika und Europa, um interessierten Budoka die japanischen Kampfkünste näherzubringen.